# I Want Poetry
I Want Poetry, Eigenschreibweise I WANT POETRY, ist ein deutsches Indie-Pop-Duo aus Dresden.

## Geschichte
Anfang 2018 gründeten die Sängerin Tine von Bergen und der Pianist Till Moritz Moll das Duo I WANT POETRY. Der Name ist ein Zitat aus dem Roman Schöne neue Welt von Aldous Huxley, wo es heißt: „But I don’t want comfort. I want God, I want poetry, I want real danger, I want freedom, I want goodness, I want sin.“ Übersetzt: „Ich brauche keine Bequemlichkeit. Ich will Gott. Ich will Poesie. Ich will wirkliche Gestalten und Freiheit und Tugend. Ich will Sünde!“ Ab Herbst 2018 arbeiteten sie gemeinsam mit dem Produzenten Michael Vajna (Malky) und dem Tontechniker Kieron Menzies (der unter anderem am Lana-Del-Rey-Album Lust for Life beteiligt war) an den ersten Studiotracks. Am 7. Juni 2019 wurde die erste Single Adrenaline veröffentlicht. Song und Musikvideo stießen auf positive Resonanz in internationalen Musikblogs. So schrieb die Seite Wolf in a Suit (übersetzt): „Faszinierend und einladend filmische und melodische Erfahrungen […] Die Klanglandschaft ist so real, so menschlich und so inspirierend, dass unsere Vorstellungskraft mit uns durchgeht.“ und The Sound Sniffer beschrieb den Titel wie folgt (übersetzt): „Das ist ein ziemlich einzigartiger Sound hier […] intensiv, originell und schlagkräftig.“ Für Adrenaline wurden I WANT POETRY bei den German Songwriting Awards 2019 in der Kategorie „Open“ nominiert. Das Musikvideo zur Folgesingle Water erreichte eine Nominierung bei den Hollywood Music in Media Awards 2019. Im darauffolgenden Jahr wurden I WANT POETRY bei den European Songwriting Awards in der Kategorie „Music for Motion Picture“ für den Song Islanders nominiert.
Am 20. November 2020 erschien das Debütalbum Human Touch, welches sich laut der Band verschiedenen Aspekten von menschlicher Berührung auseinandersetzt. Eine Reihe deutscher Indie-Blogs bewerteten Human Touch positiv und führten Vergleiche Florence + the Machine, Tori Amos oder London Grammar an.
Im Mai 2022 erschien die limitierte Extended Play Solace und I Want Poetry wurde mit dem gleichnamigen Song Solace für die „German Songwriting Awards“ nominiert. Außerdem gewann die Band den Wettbewerb „Popmusik Sachsen 2022“. Am 26. Mai 2023 erschien ihr zweites Album Solace + Light, das neben den Liedern von der Extended Play noch sechs weitere beinhaltet.

## Stil und Einflüsse
Die Musik von I WANT POETRY ist stilistisch dem Art Pop oder Dream Pop zuzuordnen. Einflüsse und Inspirationen der Band sind unter anderem London Grammar, Leslie Feist, Fiona Apple, Radiohead und Queen.

## Diskografie

### Alben
- 2020: Human Touch
- 2023: Solace + Light

### Extended Plays
- 2022: Solace

### Singles
- 2019: Adrenaline
- 2019: Water
- 2020: Growing Pains
- 2020: Islanders
- 2020: For the Night
- 2022: Souvenirs
- 2022: Superman
- 2023: People At Parties
- 2023: Golden Hour
- 2023: Ocean
- 2023: Light (Rolipso Edit)
- 2023: Golden Hour (New Light Version)
- 2024: Ocean (New Light Version)
- 2024: Solace (New Light Version)

### Musikvideos
- 2018: Years (Acoustic Session), Ludwig Schmutzler[13]
- 2019: Adrenaline, Kristin Herziger[14]
- 2020: Growing Pains[15]
- 2020: Islanders, Ludwig Schmutzler[16]
- 2020: For the Night, Kristin Herziger, Christian Fleischer[17]
- 2020: Chandler, Sandra Ludewig[18]
- 2022: Souvenirs, Ludwig Schmutzler[19]
- 2022: Superman[20]
- 2022: Tongue, Sebastian Nandryka[21]
- 2023: People At Parties, Ludwig Schmutzler[22]
- 2023: Golden Hour, Sebastian Nandryka[23]
- 2023: Ocean, Sebastian Nandryka[24]